# 笨潭
笨潭，是臺灣臺南市官田區的一個傳統地域名稱，位於該區東北部。相較於今日行政區，其範圍大致為大崎里東北大半部的北部地區不含東側。
本地區大部分為今烏山頭水庫水域的一部分。

## 歷史
台灣日治初期，笨潭地區為一街庄，稱為「笨潭庄」（舊制街庄），隸屬於赤山堡。該庄昔日西北及北與王爺宮庄為鄰，東邊及南邊隔官田溪與雙溪仔庄為界，西南邊一小段隔官田溪與社仔庄為界。
1901年（日治明治三十四年）11月11日，全台廢縣廳改設二十廳，該庄隸屬於鹽水港廳。1904年（明治三十七年）4月1日，該庄編入「九重橋區」，隸屬於鹽水港廳。1906年（明治三十九年）4月1日，鹽水港廳內管轄區域調整，該庄改隸屬於「官佃區」。1909年（明治四十二年）10月25日，全台合併二十廳為十二廳，官佃區改隸屬於臺南廳。1920年（大正九年）10月1日，全台地方制度大改正，廢十二廳改設五州二廳，該庄改制為「笨潭」大字，隸屬於臺南州曾文郡官田庄（新制街庄）。
戰後官田庄改制為官田鄉，隸屬於臺南縣，大字亦改制為村。1950年（民國39年）10月25日，雲、嘉、南分治，官田鄉仍隸屬於臺南縣。2010年（民國99年）12月25日，臺南縣、市合併為直轄臺南市，官田鄉改制為官田區，村亦改制為里。

## 聚落
本地區發展較早的聚落為笨潭（已消失），在日治期初期的官方地圖上已有記載。1930年（昭和五年），烏山頭水庫完工而準備蓄水時，該聚落的居民被強制遷移至今大崎里的大崎、莿仔埔及大井等聚落，亦有少數居民四散他方。